# 信念 (喬治·麥可專輯)
《信念》（英語：Faith）是英國男歌手喬治·麥可（George Michael）首張個人錄音室專輯，1987年10月30日由哥倫比亞唱片公司全球發行。《信念》在英美兩地的專輯榜雙雙摘冠，產生六首告示牌TOP 5單曲，其中包含四首全美冠軍單曲，截至1996年為止，該專輯在美國地區銷售已經突破1,000萬張。《信念》在美國市場獲得廣大的迴響，它和同名單曲〈信念〉分別榮膺1988年告示牌年終排行榜的「最佳年度專輯」與「最佳年度單曲」兩項大獎。《信念》除了獲得商業性的成功外，它也獲得許多音樂大獎的肯定，其中包括第31屆葛萊美獎（Grammy Award）的「最佳年度專輯獎」（Album Of The Year）。索尼唱片公司在2011年時特別推出2CD + DVD豪華精裝版的《信念》以供全球歌迷們收藏。

## 專輯資料

### 製作簡介
《信念》共收錄11首歌曲，喬治·麥可一人主導了所有歌曲的創作與製作，他將傳統式的民謠風與最時尚的放克風大膽融合。喬治·麥可的歌唱實力和詞曲創作天份早在轟！合唱團（英語：Wham!）時期就已展露，該團在1986年解散後，他旋即開始籌畫個人專輯。但喬治·麥可不想再回頭去唱那種迎合大眾口味的泡泡糖音樂，他打算將各種不同的曲風都放進新專輯裡，涉獵範圍包含了搖滾、爵士、節奏藍調、放克、流行舞曲甚至福音樂曲等。像是專輯同名單曲〈信念〉完美融合民謠與放克，瀰漫中東情調的〈父親的形象〉，〈再試一次〉宛如情感洋溢的福音歌曲，精緻的爵士小品〈親吻傻瓜〉清新流暢，〈我要與妳歡愛〉是一首性感神秘的放克舞曲。喬治·麥可首張專輯中的音樂作品，無論是創作編曲或合成製作上，都具有相當成熟的商業水準，完全不像出自一個新人之手。
喬治·麥可在專輯《信念》中放進許多社會議題，有小如男女之間的相處問題，也有大如毒品氾濫爭議話題。他也知道，要在一首歌曲中倡導較為嚴肅陰鬱的主題時，可能會導致一些歌迷們的排斥或反感，反而造成這首歌曲的不討喜。喬治·麥可在歌曲的旋律和編曲部分特別下工夫，將一些要探討暴力、虐待，甚至是感情出軌的歌曲打造的悅耳動聽，加強歌迷們對他歌曲的接受程度。關於這點，美國音樂權威滾石雜誌（Rolling Stone Magazine）就認為喬治·麥可在這方面下了相當多的功夫和苦心，他們還給予正面的評價。

### 商業成績
《信念》在1987年11月21日進入告示牌專輯榜，首週成績為第41名，在翌年1月16日它首次登上冠軍，這張專輯有三次登頂紀錄，位居榜首的時間共計12週，它在專輯榜內一共停留了87週，它成為喬治·麥可首張全美冠軍專輯。《信念》不只是在流行類榜上成績亮眼，在一向由黑色藝人壟斷的節奏藍調專輯榜（Top R&B / Hip-Hop Albums）上，這張專輯出人意表的拿下6週冠軍，這是白人專輯在該榜上前所未有的紀錄。自1987年10月底發行《信念》甫滿一週年時，這張專輯光是在美國地區就狂賣了800萬張，銷售成績比起流行樂天王麥可·傑克森同期發片的《飆》（Bad）更是不遑多讓。最終喬治·麥可的《信念》力壓全美狂銷1,100萬張並奪得18週冠軍的電影原聲帶《熱舞十七》（Dirty Dancing）拿下1988年告示牌的「最佳年度專輯」。1996年12月20日《信念》經過美國唱片業協會重新認證，它從八白金唱片晉身成為鑽石唱片（美國地區銷售1,000萬張）。《信念》在英國專輯榜獲得1週冠軍，成為喬治·麥可首張全英冠軍專輯。
《信念》共收錄11首歌曲，其中有6首發行單曲，而這6首單曲全都打進了告示牌單曲榜TOP 5，其中包含了4首全美冠軍單曲，這6首單曲分別為〈我要與妳歡愛〉（#3 UK, #2 US）、〈信念〉（#2 UK, #1x4 US）、〈父親的形象〉（#11 UK, #1x2 US）、〈再試一次〉（#8 UK, #1x3 US）、〈猴子〉（#13 UK, #1x2 US）以及〈親吻傻瓜〉（#18 UK, #5 US）。喬治·麥可在1987年和1988年分別有2首以及5首單曲進入告示牌年終單曲榜，專輯同名單曲〈信念〉毫無意外的成為1988年告示牌「最佳年度單曲」，當然他本人也獲得該年度「最佳年度藝人」頭銜。

### 獎項紀錄評價
1988年，喬治·麥可一個人獨攬告示牌排行榜的「最佳年度藝人」、「最佳年度專輯」和「最佳年度單曲」三項重要大獎，在告示牌歷史上，上一次發生如此的景象，已經要往前回溯至1970年，當時二重唱組合賽門與葛芬柯（Simon & Garfunkel）以《惡水上的大橋》（Bridge over Troubled Water）和同名單曲在告示牌締造出輝煌的成績，他們還橫掃第13屆葛萊美獎（Grammy Award）六項主要大獎，風光至極的盛況比起喬治·麥可可說是有過之而無不及。雖然喬治·麥可在1985年就曾以〈無心的呢喃〉拿下該年度告示牌的「最佳年度單曲」，但由於英美兩地的排行榜對於這首冠軍歌曲的歸屬認定不同，美國告示牌排行榜並未認定〈無心的呢喃〉是喬治·麥可的個人單曲。《信念》在第31屆葛萊美獎大放異彩，如願奪下「最佳年度專輯獎」（Album Of The Year）。喬治·麥可在1989年全美音樂獎（American Music Awards）獲得「Favorite Soul/R&B Male Artist」、「Favorite Pop/Rock Male Artist」以及「Favorite Soul/R&B Album - Faith」共三項大獎。在1988年和1989年的MTV音樂錄影帶大獎（MTV Video Music Awards）分別獲得「Best Direction in a Video - Father Figure」和「Video Vanguard Award - George Michael」。在1988年的全英音樂獎（Brit Awards）拿下「Best British Male Artist」大獎。專輯《信念》獲得1989年伊弗爾-諾維羅獎（Ivor Novello Awards）的「International Hit of the Year」年度大獎。
美國音樂權威滾石雜誌（Rolling Stone Magazine）給了專輯《信念》4顆星的高評價，而且還給了兩次，1988年1月給了原專輯第一次，2011年2月索尼唱片推出Special Edition版本時又再給第二次。滾石雜誌在1989年11月份遴選『100 Best Albums of the Eighties』時，《信念》位居第84名。
專輯《信念》的成功，無庸置疑的讓喬治·麥可在西洋流行樂壇迅速佔有一席之地，他在1987年底至1988年一整年的時間，都是全球娛樂媒體所關注的焦點，他搶走不少和他同期出片麥可·傑克森的鋒頭，這位當代流行樂天王蟄伏5年後的新專輯，除了要和自己以往的成績挑戰之外，還要對抗新天王的崛起，反映了在西洋樂壇上的競爭是如此的激烈。

## 原專輯曲目
所有歌曲都由喬治·麥可獨立創作，除非另有說明
Side one
1. "Faith" – 3:16
2. "Father Figure" – 5:36
3. "I Want Your Sex (Parts I & II)" – 9:17
4. "One More Try" – 5:50

Side two
1. "Hard Day" – 4:48
2. "Hand to Mouth" – 4:36
3. "Look at Your Hands" (Michael, David Austin) – 4:37
4. "Monkey" – 5:06
5. "Kissing a Fool" – 4:35

CD/cassette bonus tracks
1. "Hard Day" (Shep Pettibone Remix) – 6:29
2. "A Last Request (I Want Your Sex Part III)" – 3:48

### 2011年豪華精裝版曲目
Disc one
Track 1–9 of the first disc features the remastered version of the original album.
1. "A Last Request (I Want Your Sex Part III)" – 3:48

Disc two
1. "Faith" (Instrumental) – 3:16
2. "Fantasy" – 5:02
3. "Hard Day" (Shep Pettibone Mix) – 9:04
4. "I Believe (When I Fall in Love It Will Be Forever)" (Live) (Stevie Wonder, Yvonne Wright) – 7:03
5. "Kissing a Fool" (Instrumental) – 4:35
6. "Love's in Need of Love Today" (Live) (Wonder) – 4:43
7. "Monkey" (7" Edit) – 4:48
8. "Monkey" (A Capella & Beats) – 7:27
9. "Monkey" (Jam & Lewis Remix) – 8:10

2011 Remaster DVD
1. George Michael & Jonathan Ross Have Words (1987)
2. Music Money Love Faith (February 1988)
3. "I Want Your Sex" – promo video (re-synched with re-mastered audio)
4. "I Want Your Sex" (Uncensored) – promo video
5. "Faith" – promo video
6. "Father Figure" – promo video
7. "One More Try" – promo video
8. "Monkey" – promo video
9. "Kissing a Fool" – promo video